# صموئيل دي كارمين
صموئيل دي كارمين (بالإيطالية: Samuel Di Carmine) (20 سبتمبر 1988 في إيطاليا - ) هو لاعب كرة قدم إيطالي في مركز الهجوم. شارك مع منتخب إيطاليا تحت 18 سنة لكرة القدم ومنتخب إيطاليا تحت 19 سنة لكرة القدم ومنتخب إيطاليا تحت 21 سنة لكرة القدم. أما مع النوادي، فقد لعب مع فيورنتينا وكوينز بارك رينجرز ونادي بيروجيا ونادي سيتاديلا ونادي فروسينوني وهيلاس فيرونا ونادي فيرتوس إينتيلا ويوفي ستابيا وASD Città di Gallipoli ‏.

## وصلات خارجية
- صموئيل دي كارمين على موقع قاعدة بيانات كرة القدم.إي يو (الإنجليزية)
- صموئيل دي كارمين على موقع Soccerbase.com (لاعب) (الإنجليزية)
- صموئيل دي كارمين على موقع Soccerway.com (الإنجليزية)
- صموئيل دي كارمين على موقع عالم كرة القدم.نت (الإنجليزية)